# Rorschacherberg
Rorschacherberg és un municipi del cantó de Sankt Gallen (Suïssa), situat al districte de Rorschach.